# باربار
باربار (به عربی: باربار) یک منطقهٔ مسکونی در بحرین است که در استان شمالی (بحرین) واقع شده‌است.